# Sociedade pós-industrial
Sociedade pós-industrial, no contexto da evolução sociocultural, é o nome proposto para uma economia que passou por uma série de mudanças específicas, após o processo de industrialização. O conceito foi introduzido pelo sociólogo e professor emérito da Universidade de Harvard Daniel Bell na sua obra The Coming of Post Industrial Society: A Venture in Social Forecasting de 1973.
Tais sociedades são frequentemente marcadas por:
- Um rápido crescimento do setor de serviços, em oposição ao manufaturado
- Um rápido aumento da tecnologia de informação, frequentemente levando ao termo era da informação.
- Conhecimento e criatividade tornam-se as matérias cruciais de tais economias.

O surgimento dos métodos de racionalização do trabalho com base nos princípios da Administração Cientifica (Taylor, 1911) caracterizado pelo paradigma taylorista/fordista de organização do trabalho, tendo em como base técnica da produção os processos mecanizados característica da era industrial, verificando-se o esgotamento destes paradigmas devido ao desenvolvimento dos princípios de organização da produção da microelectrónica.
A sociedade pós-industrial formada por três esferas distintas social, politica e cultural (Bell,1973), onde o axial principal é a tecnologia que tem como principal actividade o processamento de informação com base nas Telecomunicações e computação e tem como princípios o valor - conhecimento em contraponto com o valor - trabalho da era industrial.
A centralidade do conhecimento teórico assim como as inovações tecnológicas e expansão do sector dos serviços do trabalho torna o trabalho intelectual mais frequente e importante que a simples execução de tarefas.
Estas mudanças profundas na organização do trabalho origina mudanças estruturais  profundas na cultura, politica e economia de uma sociedade (Tofler, 1973).